# Mansour Abbas
Mansour Abbas (arabe : منصور عباس, hébreu : מַנְסוּר עַבַּאס, né le 22 avril 1974) est un homme politique israélien. Il est actuellement le chef de la Liste arabe unie et il a été ministre délégué au cabinet du Premier ministre, chargé des Affaires arabes entre 2021 et 2022.

## Biographie
Fils d'agriculteur issu d'une fratrie de 11 enfants, Mansour Abbas est né à Maghar (en) (district nord d'Israël) en Basse Galilée, où il commence à prononcer des sermons à la Mosquée de la Paix à l'âge de 17 ans. Il étudie la médecine dentaire à l'université hébraïque de Jérusalem, où il est élu président du Comité des étudiants arabes. Alors qu'il est étudiant, il rencontre Abdullah Nimar Darwish (en), le fondateur du Mouvement islamique. Il étudie également les sciences politiques à l'université de Haïfa. 

### Parcours politique
Mansour Abbas déclare que, devenu dentiste, il ne se prédestinait pas à faire de la politique, mais a ressenti une « pression » pour se mobiliser contre la hausse de la criminalité dans la communauté arabe israélienne, et discriminations par rapport à la majorité juive. 
Au début des années 2000, il rejoint le Mouvement islamique, une organisation de défense des intérêts des musulmans qui s'était scindée après les accords de paix israélo-palestinien d'Oslo de 1993 : la branche Nord opposée à ces accords, et la branche Sud favorable à ces accords.
En 2007, Mansour Abbas devient secrétaire général de la Liste arabe unie, et en 2010, il est élu vice-président de la branche sud du Mouvement islamique. Bien qu'il vive dans le nord d'Israël, il s'est engagé en faveur de la branche Sud qui concentre ses appuis chez les Bédouins du désert du Néguev, et cherche à peser sur le pouvoir israélien pour obtenir le plus de gains pour la minorité arabe. 
La Liste arabe unie et Balad présentent une liste commune pour les d'avril 2019, avec Mansour Abbas en tant que tête de liste. Il est élu puisque l'alliance remporte quatre sièges. Mansour Abbas suscite la controverse lorsqu'il se prononce en faveur des thérapies de conversion pour les jeunes LGBTQ+ dans une interview à Walla News. Il est condamné par des collègues de la Liste arabe unie. Religieux et attaché aux valeurs traditionnelles, il est considéré comme un islamo-conservateur.
Une division supplémentaire est causée par la tentative d'Abbas d'améliorer les relations avec le Premier ministre Benjamin Netanyahou et le Likoud. Il accorde une interview à Channel 20, où il préconise de travailler avec les partis sionistes afin d'obtenir les fonds et les réformes nécessaires au profit de la société arabe israélienne. Il préfère en effet mener des alliances pragmatiques afin d'améliorer le sort de sa communauté plutôt que, comme les partis arabes le faisaient jusque là, s'opposer systématiquement et n'avoir aucune influence politique. Il entend également séparer le combat pour les droits des Arabes israéliens de celui pour les Palestiniens des territoires occupés, estimant que les premiers devaient désormais avant tout réfléchir à défendre leurs propres intérêts.
En janvier 2021, en vue des élections de 2021, la Liste arabe unie se sépare de la Liste unifiée. Mansour Abbas se présente aux élections en tant que tête de liste pour la Liste arabe unie, qui remporte quatre sièges. Le 2 juin 2021, après avoir mené des négociations avec les figures de l'opposition Yaïr Lapid et Naftali Bennett, Mansour Abbas renouvèle son engagement à soutenir un gouvernement anti-Netanyahou, après avoir signé un accord de coalition. Sa position de « faiseur de rois » lors des élections de 2021 (étant courtisé à la fois par Benjamin Netanyahu et ses opposants) le propulse sur les écrans aux heures de grande écoute.
Du 13 juin 2021 au 29 décembre 2022, il est ministre délégué au cabinet du Premier ministre. 
Il reconnait dans un entretien donné à la presse en décembre 2021 le caractère juif de l’État d'Israël, estimant que celui-ci « est né en tant que tel et il le restera ». Jusqu’alors, les représentants politiques des Arabes israéliens considéraient qu’Israël devait devenir l’État de tous ses citoyens. Parmi la majorité juive, certains estime toutefois que l'importance affichée par Mansour Abbas à sa foi musulmane est incompatible avec un engagement politique dans les sphères les plus hautes de l'État hébreu. Ce dernier s'en défend, déclarant qu'après avoir été fasciné par l'islam à l'adolescence, une étude plus approfondie de sa foi lui avait enseigné que : « Nous pouvons vivre avec les autres d'un point de vue religieux. ».
En octobre 2023, à la suite de l'agression de 2023 du Hamas dans les kibboutz entourant Gaza, il appelle les organisations palestiniennes à libérer immédiatement les otages.